# Emmanuel Kéo
Emmanuel Kéo, né le 30 janvier 1991 à Rouen, est un ancien coureur cycliste français.

## Biographie
Emmanuel Kéo commence le cyclisme au Vélo Club de Catenay. Il a été membre du pôle inter-régional de cyclisme de Caen situé au lycée Pierre Simon de Laplace. Spécialiste de la piste, il participe aux championnats de France en 2007, dans la catégorie des cadets (15-16 ans). L'année suivante, chez les juniors (17-18 ans), il devient champion de France.
En 2008, il décroche cette fois la médaille d'or au championnat d'Europe et récolte des nouveaux titres de champion de France. En 2009, il obtient le titre de champion de France. 
Il est sélectionné en 2010 pour disputer l'épreuve de poursuite par équipes aux championnats d'Europe sur piste élites.
Après avoir passé plusieurs années à l'ACMEA, il se dirige vers l’équipe de Stéphane Heulot, Sojasun espoir-ACNC, avec laquelle il participe à de nombreuses épreuves sur route et met un terme à sa carrière sur piste.
En août 2012, il est stagiaire au sein de la structure professionnelle Saur-Sojasun. Il est membre en 2014 du CC Nogent-sur-Oise, où il met fin à sa carrière en août.

## Palmarès sur piste

### Championnat du monde
- Moscou 2009
  - 4e de la course aux points juniors

### Championnats d'Europe
- Pruszków 2008
  -  Champion d'Europe de la poursuite par équipes juniors (avec Julien Morice, Erwan Téguel et Julien Duval)
- Minsk 2009
  -  Médaillé de bronze de la poursuite par équipes juniors

### Championnats de France
- 2007
  -  Champion de France de l'américaine cadets (avec Gabriel Legagneur)
- 2008
  -  Champion de France de poursuite juniors
  -  Champion de France de poursuite par équipes juniors (avec Julien Duval, Enzo Hollville et Thibault Huché)
  - 3e de l'américaine juniors
- 2009
  -  Champion de France de poursuite par équipes juniors (avec Maxime Daniel, Enzo Hollville et Laurent Demeilliers)
  -  Champion de France de la course aux points juniors
- 2010
  - 3e de la poursuite espoirs

## Palmarès sur route
| - 2008 - 3e du Grand Prix Fernand-Durel - 3e du Trio normand juniors - 2010 - 3e du Tour d'Eure-et-Loir - 2011 - Route de l'Atlantique - 2e étape du Tour d'Eure-et-Loir - 2e du Tour d'Eure-et-Loir | - 2012 - 3e du Circuit du Morbihan - 3e du Circuit des Vignes - 2013 - Route bretonne - Critérium de Cherbourg - Manche-Océan - 3e du Trio normand |  |